# L'Herbergement
L'Herbergement è un comune francese di 3 119 abitanti (in 2015) situato nel dipartimento della Vandea nella regione dei Paesi della Loira. I suoi abitanti sono gli "Herbergementais" (maschile) e "Herbergementaise" (femminile).
L'Herbergement ha ottenuto due fiori al Concorso delle città e villaggi fioriti (albo di onore 2007).

## Geografia
Il territorio comunale di L'Herbergement copre 1.693 ettari. L'altitudine media del comune è di 58 metri, con livelli che oscillano tra i 39 e 72 metri.

## Storia
Il ritrovamento di un'ascia lucidata ha permesso di attestare la presenza dell'uomo in questo luogo fin dal periodo del Neolitico.
Inoltre i Celtici hanno lasciato traccia della loro presenza con una moneta gallica in rame. La presenza dei Romani è più evidente grazie al tracciato della strada che collega Lucs-su-Boulogne a Saint-Georges-de-Montaigu. A partire da questo momento, l'Herbergement è diventato un crocevia importante con vie secondarie, e soprattutto una sosta obbligata per operazioni commerciali vicino a una base militare.
All'inizio dell'XI secolo,  furono edificate due motte castrali, una al centro del borgo attuale e l'altra nella località la Motta.
Nel 1176, è attestata una parrocchia con il nome di Abergamento Anterii.
Verso la fine del XII secolo, intorno ad alcune case del borgo e della prima chiesa, furono costruite delle fortificazioni. Questi lavori, dei quali oggi non resta alcuna traccia, cingevano anche una casaforte che ospitava la signoria locale.
Il castello fu edificato soltanto alla fine del XIV secolo; era localizzato fuori dal cinta muraria del comune, circondato da fossati e prese il nome di Bois-Chollet.
Tuttavia, nel 1568, all'epoca delle guerre di religione, il castello e la chiesa furono ancora parzialmente distrutte.
L'anno seguente il re Carlo IX dotò il borgo di una fiera che ancora si svolge annualmente.
Nel 1744 il castello fu ingrandito ma sia castello che chiesa furono ancora devastati nel 1794, e con la chiesa, dalle colonne infernali del generale Jean-François Cordellier, durante le guerre di Vandea.
Il castello fu ricostruito parzialmente nel 1820 e la chiesa nel 1896.
A partire dal 1864, l'arrivo della ferrovia permise il ritorno alla vocazione commerciale di L'Herbergement.

## Sport

### Smash Basket
La squadra i basket SMASH Basket Vendée Sud Loira è nata nella primavera 2008 dalla fusione dei club di pallacanestro SMS Basket (club di pallacanestro) di L'Herbergement, la SAS Basket, il Saint-André-Treize-Voies ed il BCSM Saint-Sulpice-le-Verdon/Mormaison. La sigla è formata dalle iniziali dei quattro comuni che la compongono, salvo la prima lettera che deriva dalla parola Sporting.
In 2015, il club è stato promosso alla categoria nazionale NF3 (Nationale Femminile 3).
Nel 2018 è stata il turno della squadra DM2 (Dipartimentale Maschile 2) ad essere promossa in DM1 (Dipartimentale Maschile 1) per la prima volta da 2011.

## Emblemi

### Motto
Il motto di L'Herbergement:  Fidélité et Progrès (Fedeltà e Progresso).

## Evoluzione demografia
Abitanti censiti
L'evoluzione del numero di abitanti è conosciuta attraverso i censimenti della popolazione effettuata nel comune a partire dal 1800.  Dal 2006 i dati relativi alla popolazione registrata nell'anagrafe dei comuni sono pubblicati annualmente dall'INSEE.
Nel 2015, il comune contava 3 119 abitanti, in aumento del 14,12% rispetto a 2010.